# Калюжна Вікторія Петрівна
Вікто́рія Петрі́вна Калю́жна (11 липня 1994) — українська бігунка на довгі дистанції.

## Життєпис
Народилась 1994 року. Перший міжнародний досвід здобула отримала 2011 року, вибула в першому раунді бігу на 2000 метрів з перешкодами на молодіжному чемпіонаті світу-2011 (поблизу Лілля) з часом 6:48,24 хвилини. Брала участь в Європейському юнацькому олімпійському фестивалі (EYOF) у Трабзоні — посіла п'яте місце.
2012 року вибула з юніорського чемпіонату світу в Барселоні на дистанції 3000 м із перешкодами. На юніорському чемпіонаті Європи-2013 в Рієті фінішувала сьомою.
У 2015 році на чемпіонаті Європи U23 в Таллінні виграла бронзову медаль на дистанції 5000 метрів, поступившись Лів Вестфал та Луїзі Картон.
У 2017 році фінішувала другою на Мадридському напівмарафоні, наступного року виграла Київський півмарафон і фінішувала другою в Білій Церкві.
У 2019 році виграла півмарафон в Іновроцлаві і фінішувала третьою на півмарафоні в Карлових Варах. 2021 року брала участь у марафоні на Олімпійських іграх, але не змогла завершити свій забіг.
У 2017—2019 роках ставала чемпіонкою України на дистанції 10 000 метрів, а в 2019 році також перемогла на дистанції 5000 метрів. У приміщенні виграла біг на 3000 метрів з перешкодами в 2014 році.